# Ayana V. Jackson
Ayana V. Jackson (Livingston, Nueva Jersey, 14 de mayo de 1977) es una fotógrafa y cineasta estadounidense. Es  conocida sobre todo por sus trabajos sobre el África contemporánea y la diáspora africana, entre los que destacan las series African by Legacy, Mexican by Birth, Leapfrog (a bit of the Other), Grand Matron Army y Archival Impulse. 

## Biografía
Ayana Vellissia Jackson se crio en East Orange, Nueva Jersey, donde reside su familia. Su abuela, Angenetta Still Jackson, es descendiente de Leah Arthur Jones, miembro de la familia fundadora del primer asentamiento negro de Nueva Jersey, Lawnside, Nueva Jersey. Su abuelo, J. Garfield Jackson, fue el primer director afroamericano del condado de Essex. Más tarde, la ciudad de East Orange dio su nombre a la escuela primaria Jackson Academy. En 2001 viajó a Ghana  donde visitó el lugar de donde provenía su familia en el norte de Odorkor. Durante este viaje realizó su primera serie de fotografías, Full Circle: A Survey of Hip Hop in Ghana.

## Educación
Jackson estudió sociología y fotografía durante sus años universitarios y se licenció en sociología por el Spelman College en 1999. En 2005, invitada por la profesora Katharina Sieverding, estudió teoría crítica e impresión en gran formato en la Universidad de las Artes de Berlín y continuó su formación en una serie de residencias de fotografía, entre ellas el Bakery Photographic Collective y la Cité Internationale Universitaire de Paris.

## Trayectoria profesional
Sus series fotográficas Full Circle: A Survey of Hip Hop in Ghana, Viajes Personales y African by Legacy, Mexican by Birth se han expuesto en asociación con la Gallery MOMO de Johannesburgo, Rush Arts Gallery, A Gathering of the Tribes, Galerie Peter Herrmann (Alemania), Mexican Museum, Franklin H. Williams CCC/African Diaspora Institute (Estados Unidos) y Culturesfrance (Francia), el Departamento de Estado de los Estados Unidos y el Banco Mundial.
Jackson ha sido becada por la Fundación Marguerite Casey, el Instituto Francés, la Beca de Fotografía de New York Foundation for the Arts (NYFA) y  por la Fundación Interamericana y de Puma Creative; esta última financió su participación en la Bienal Africana de Fotografía de Bamako 2009 ( Rencontres africaines de la photographie).Entre sus exposiciones de arte público se encuentra la Ronda 32 del Proyecto Row Houses, en el distrito 3 de Houston.Jackson ha impartido conferencias y realizado talleres en instituciones universitarias y artísticas en Estados Unidos, Colombia, México, Venezuela y Nicaragua, y sus fotografías estas publicadas en los catálogos de las exposiciones African by Legacy, Mexican by Birth, Souls: A Critical Journal of Black Politics, Culture, and Society" (Universidad de Columbia), Camera Austria y en el blog Lens del New York Times.

### Full Circle: A Survey of Hip Hop in Ghana
Full Circle es un estimulante documental visual de la escena musical ghanesa. No es frecuente ver cómo el hip hop ha traspasado las fronteras de Estados Unidos, especialmente en África. Full Circle permite al espectador involucrarse íntimamente con la cultura apropiada y remodelada. Nos revela –a través del análisis de músicos y profesionales de la industria– que un modelo occidental ostensiblemente lucrativo ha influido en la creación de Hip Life. No obstante, Jackson suaviza la agudeza de Hip Life añadiendo calidez y carácter a cada fotografía, haciéndola más atractiva para el público y obligándonos a formarnos nuestra propia opinión sobre cómo y por qué Hip Life es transformador. Esta fluidez es necesaria para desarrollar debates sobre la metamorfosis cultural.

### African by Legacy, Mexican by Birth
En African by Legacy, Mexican by Birth (Africano por legado, mexicano por nacimiento), el extraordinario trabajo fotográfico de Jackson y la poderosa narrativa de Marco Villalobos aportan una visión inspirada para afrontar el papel de la ciudadanía racial y cultural en su impacto en las vidas de los afrodescendientes en México y en todo el continente americano. La exposición muestra el espíritu del cimarrón Yanga de México que luchó valientemente por la liberación de su pueblo y aseguró la presencia continua de los afromexicanos como parte integral del legado africano en las Américas. Selecciones de esta exposición se presentaron en toda América Latina en lugares como Altos de Chavón, La Romana, República Dominicana; Teatro La Fe, Ciudad Juárez, México; Universidad Autonomia de Nicaragua y Colsubsidio, Bogotá, Colombia.

### Rompiendo el silencio
Rompiendo el silencio es un cortometraje  de 12 minutos hecho en colaboración con el escritor y cineasta Marco Villalobos. Un trabajo continuo de Jackson y Villalobos en visión sonora acerca de la meditación sobre la lucha común, una celebración de la diversidad y una contemplación sobre los orígenes del cimarronaje moderno. Rompiendo el Silencio enmarca la historia y la urgencia en el aquí y ahora. Esta película combina la narración en primera persona con imágenes captadas por Jackson y Villalobos en Super 8. El arte sonoro compuesto por Marco Villalobos se mezcla con entrevistas realizadas durante sus viajes de 2003 y 2005.

## Exposiciones

### Individuales
| Año  | Título | Evento | País                     |
| ---- | --- | --- | ------------------------ |
| 2013 | Galería Sho Arte Contemporáneo | - | Tokio                    |
| 2013 | Impulso archivístico y pornografía de la pobreza | Galería Baudoin Lebon                                                                                           | París, Francia           |
| 2013 | Impulso archivístico | Galería MOMO | Johannesburgo, Sudáfrica |
| 2011 | Superficie de proyección | Galería MOMO | Johannesburgo, Sudáfrica |
| 2009 | Africano por herencia, mexicano por nacimiento | Festival de fotografía de Angkhor                                                                               | Camboya                  |
| 2008 | El yo del espejo | Galería Peter Hermann                                                                                           | Berlín, Alemania         |
| 2007 | Africano por herencia, mexicano por nacimiento | Galería Mijares en conjunto con UCLA                                                                            | Los Ángeles, CA          |
| 2006 | Africano por herencia, mexicano por nacimiento | Centro de Artes de Guadalupe                                                                                    | San Antonio, Texas       |
| 2006 | Viajes Personales | Universidad Indígena y del Caribe de Bluefields                                                                 | Bluefields, Nicaragua    |
| 2005 | Instituto Universitario de Barlovento, Higuerote, Venezuela; Biblioteca Virgilio Barco, Bogotá Colombia; UNAN-León, León, Nicaragua; Museo del Hombre, Santo Domingo, República Dominicana Africano por legado, mexicano por nacimiento (Serie 1) | Fundación Interamericana, Consejo Nacional de la Raza, Consulta Interinstitucional sobre Raza en América Latina | Washington D. C.         |

### Colectivas
| Año  | Trabajar                                                                             | Evento                                                                      | País                    |
| ---- | ------------------------------------------------------------------------------------ | --------------------------------------------------------------------------- | ----------------------- |
| 2018 | En su propia forma                                                                   | Museo de Fotografía Contemporánea                                           | Chicago, Illinois       |
| 2015 | ¿De verdad existe la prueba de la bolsa de papel marrón? ¿Estará orgulloso mi padre? | 1:54 Feria de Arte Africano Contemporáneo, Galería Mariane Ibrahim          | Nueva York, NY          |
| 2010 | ECO, SEGAW, ECHO, XIANG                                                              | Proyecto Casas Adosadas Ronda 32                                            | Houston, Texas          |
| 2010 | La nave nodriza ha aterrizado                                                        | Artes Rush                                                                  | Nueva York, NY          |
| 2009 | VIII Encuentros de Bamako / Bienal Africana de Fotografía                            | -                                                                           | Bamako, Malí            |
| 2008 | El tiroteo: una cruzada solitaria, homenaje a Jamel Shabazz                          | El Museo de Arte Afroamericano George y Leah McKenna                        | Nueva Orleans, LA       |
| 2007 | Paraíso/Infierno de la Virgen Negra postmilenial                                     | Museo de Arte Diaspórico Africano Contemporáneo (MoCADA) y Galería Skylight | Brooklyn, Nueva York    |
| 2006 | El tiroteo                                                                           | Museo Afroamericano                                                         | Filadelfia, Pensilvania |
| 2003 | Círculo completo: un estudio sobre el hip hop en Ghana                               | El Banco Mundial                                                            | corriente continua      |